# Inlijving (Nederland)

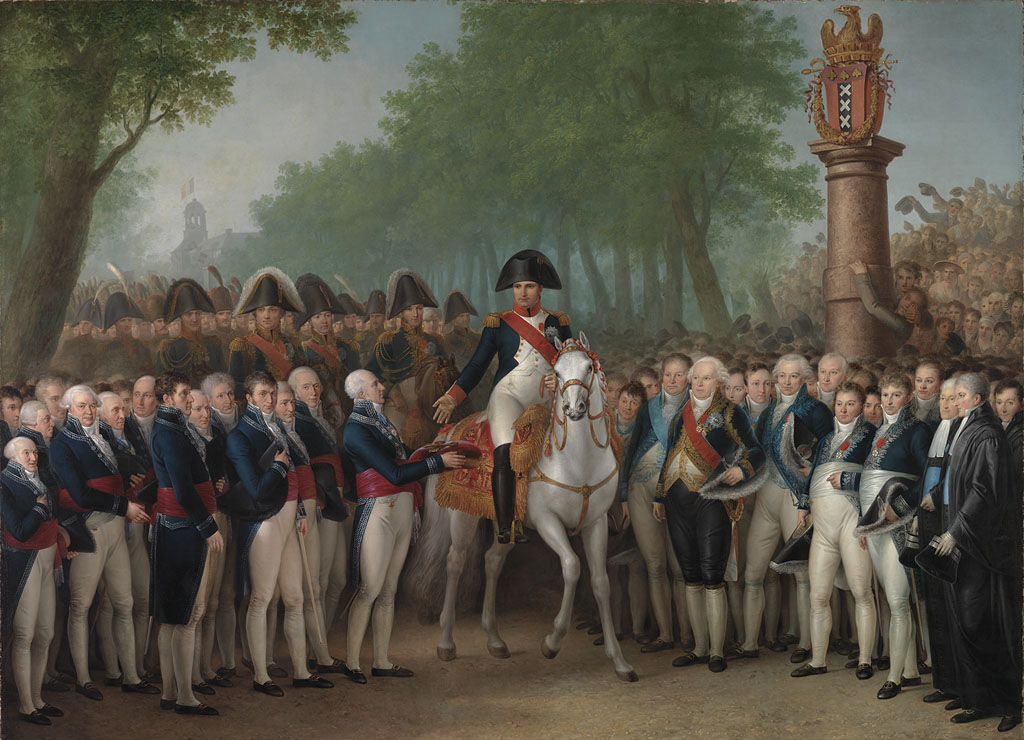
Napoleon krijgt bij aankomst in Amsterdam, 9 oktober 1811, de sleutels van de stad overhandigd van burgemeester Willem Joseph van Brienen van de Groote Lindt, geschilderd door Mattheus Ignatius van Bree.

De Inlijving was een periode in de Nederlandse geschiedenis waarin Nederland onderdeel uitmaakte van het Eerste Franse Keizerrijk. De Inlijving kwam tot stand na het formeel opheffen van het Koninkrijk Holland op 9 juli 1810 en duurde totdat op 21 november 1813 het Soeverein vorstendom der Verenigde Nederlanden werd opgericht. De Nederlandse departementen stonden in het Frans bekend als les départements réunis. De periode van de Franse bezetting werd als drukkend en vernederend ervaren door de Nederlandse bevolking.
Zeeuws-Vlaanderen (onderdeel van het Scheldedepartement) en een groot deel van het huidige Nederlands-Limburg (Departement Nedermaas) waren al in 1795 bij Frankrijk ingelijfd. Dit artikel behandelt de inlijving van de rest van Nederland.

## Demografie
De bevolking van de Nederlandse departementen telde in 1811, exclusief Oost-Friesland, 1.605.277 inwoners. De grootste stad van de départements réunis was Amsterdam met ongeveer 200.000 inwoners. De tweede stad Rotterdam had circa 60.000 inwoners.

## Geschiedenis

### Annexatie
Door de korte Britse bezetting van Walcheren in 1809 was koning Lodewijk Napoleon bij zijn broer, keizer Napoleon Bonaparte, in ongenade gevallen. Hij verbleef vier maanden bij zijn broer in Frankrijk en daar werd hij onder druk gezet om zich te conformeren aan het belang van het keizerrijk. In maart 1810 legde Lodewijk Napoleon zich neer bij de eisen van Napoleon. De voormalige provincies Zeeland en Brabant werden door Frankrijk geannexeerd en twintigduizend Franse troepen gingen de Nederlandse kusten bewaken. Het was slechts uitstel, want op 9 juli 1810 werd bij keizerlijk decreet het Koninkrijk Holland opgeheven.
Een commissie van dertig Nederlandse notabelen die Napoleon terzijde wilde staan bij de inlijving van het Koninkrijk Holland, reisde af naar Parijs. Hun suggesties werden bruut van tafel geveegd door de Franse keizer en de napoleontische maatregelen werden meedogenloos ingevoerd. De tot dan toe werkende constitutie werd vervangen door de Franse grondwet van 1804 en de stad Amsterdam werd in navolging van Parijs en Rome de derde hoofdstad van het keizerrijk. De Nederlandse Universiteit Leiden en Universiteit Groningen gingen onderdeel uitmaken van de Keizerlijke Universiteit. Aanvankelijk zou maar één universiteit in de Nederlandse departementen gehandhaafd blijven, maar de Fransen waren dermate gecharmeerd van Groningen dat ze deze universiteit in stand hielden. Daarnaast werd in Nederland de Code Napoléon ingevoerd.

### Hervormingen

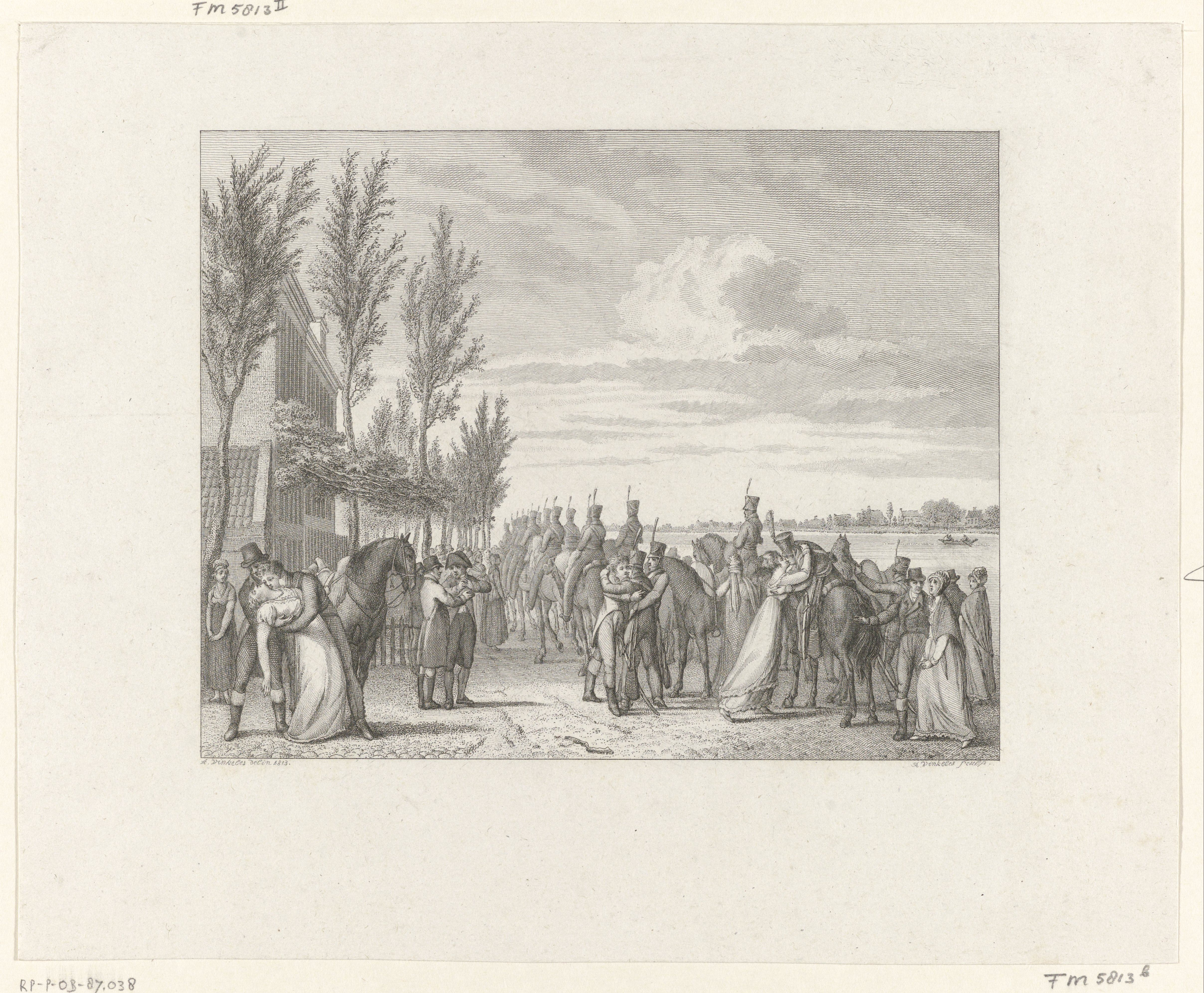
Het vertrek van de Garde d'Honneur uit Amsterdam. De conscriptie voor de Garde d'Honneur raakte de welgestelde Nederlandse klasse waardoor deze vervreemdde van het Franse gezag.

Ten tijde van de periode van de Inlijving werden de burgerlijke stand, het burgerlijk huwelijk, het kadaster en de Kamers van Koophandel geïntroduceerd in de departementen. Ook de voorheen streekgebonden maat- en gewichtenstelsels werden gestandaardiseerd door middel van het Franse metriek stelsel. Daarnaast werd in 1810 de tiërcering van de rente van de staatsschuld doorgevoerd, waarschijnlijk een noodzakelijke maatregel om de staatsfinanciën te saneren, die Rutger Jan Schimmelpenninck, noch Lodewijk Napoleon had willen doorvoeren. Het Continentaal stelsel werd met de Franse inlijving geëffectueerd en de toelating van de Nederlandse departementen tot de tolunie van Frankrijk zorgde voor een zwaar verlies voor handel en bedrijf. De Fransen zagen de Nederlandse departementen dan ook primair als een wingewest. Daarnaast werd een moderne politiemacht gevormd die het oude traditioneel stedelijke model verving. Hiermee werd de controle van de centrale regering over de steden enorm vergroot.
Eén van de meest impopulaire maatregelen was de invoering van de dienstplicht. Voor de Veldtocht van Napoleon naar Rusland werden op grote schaal soldaten gerekruteerd voor het Grande Armée. De noodlottige afloop van deze veldtocht leidde tot een nieuwe oproepronde. In de drie jaar waarin de Nederlandse departementen onderdeel waren van het keizerrijk werden 31.595 Nederlanders opgenomen in het Franse leger. De dienstplicht leidde tot veel protesten in de departementen en was tijdens de Inlijving de belangrijkste bron van protest.

### Bezoek van Napoleon

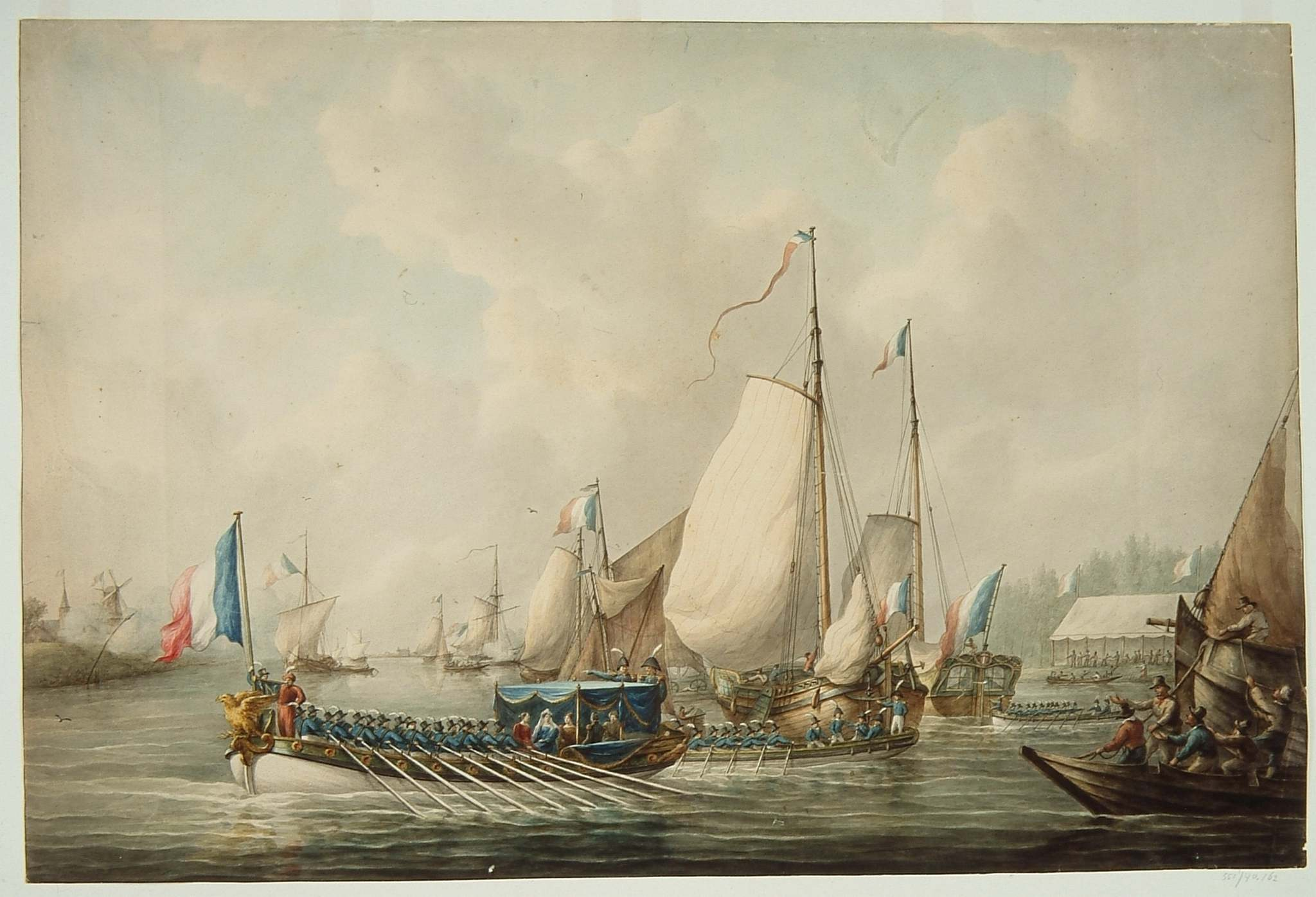
Marie-Louise steekt de Merwede over vanuit Sleeuwijk naar Gorinchem, getekend door Martinus Schouman.

Tussen 23 september en 31 oktober 1811 bracht keizer Napoleon met keizerin Marie Louise een bezoek aan de Nederlandse departementen. De tocht verliep uiterst efficiënt. Hij arriveerde in het Zeeuwse Cadzand en tot de dag waarop Napoleon bij Grave het huidige Nederland verliet, had hij zo'n veertig plaatsen bezocht. In sommige steden was hij na een half uur alweer weg, in andere bleef hij meerdere dagen. Er waren plaatsen waarvan de bewoners het keizerlijk paar ondanks maandenlange voorbereidingen snel zagen voorbijrijden zonder de koetsier te laten stoppen. Tijdens de audiënties gedroeg hij zich grillig en wispelturig; nu eens vriendelijk, voorkomend en belangstellend, dan weer lomp, ongeduldig, zonder zich af te vragen met wie hij sprak. Gedurende de rondreis deed Napoleon diverse militaire inspecties. Hij verbleef voor een periode van twee weken in het Paleis op de Dam in Amsterdam, waar hij verschillende keizerlijke decreten uitvaardigde voor het Nederlandse bestuur.

## Bestuur

### Dagelijks bestuur

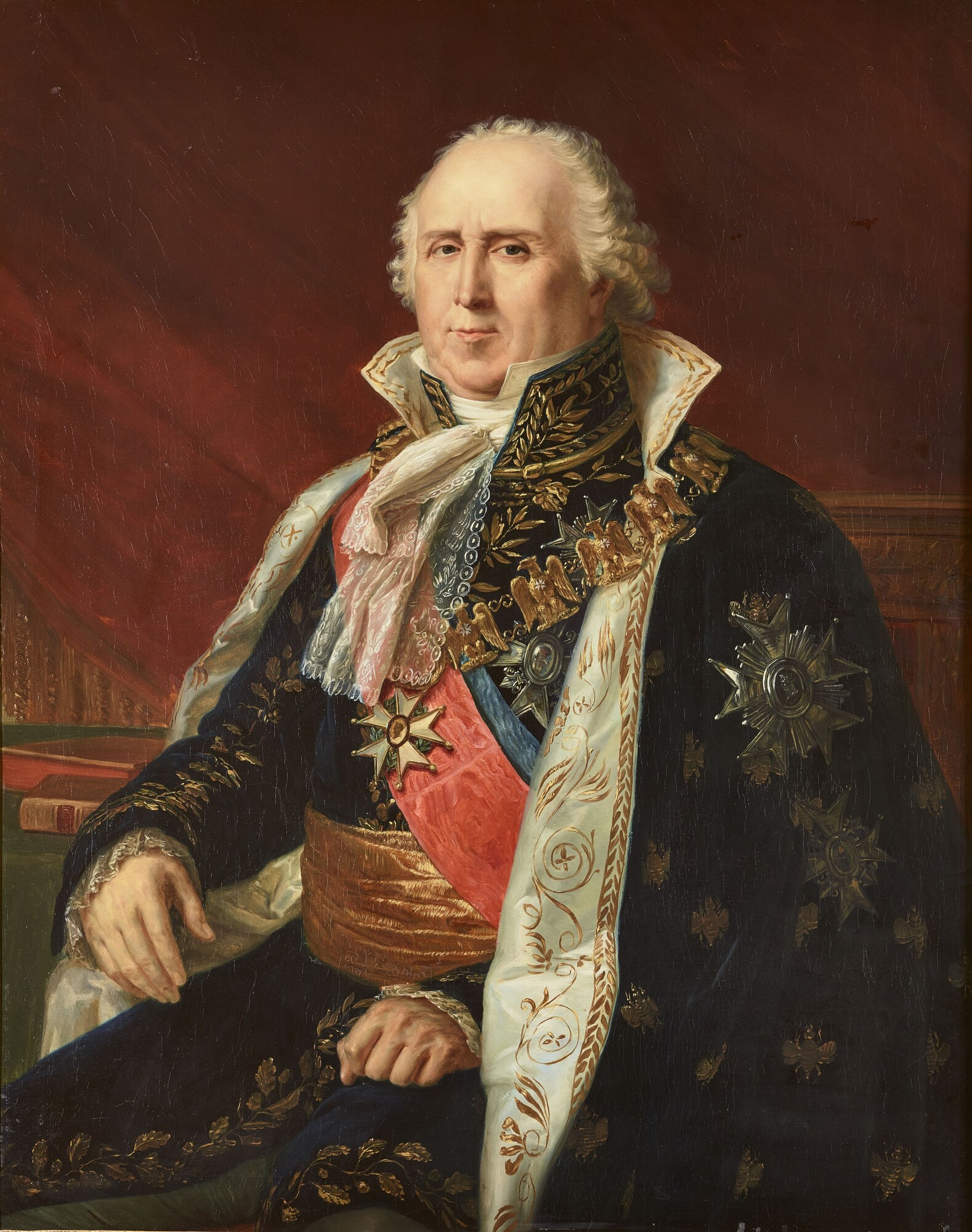
Portret van Charles-François Lebrun als Thesaurier-generaal in 1807, geschilderd door Robert Lefèvre.

Na de Inlijving van Nederland stuurde Napoleon de Franse staatsman Charles-François Lebrun als gouverneur-generaal naar het voormalig Koninkrijk Holland om daar de leiding op zich te nemen. De regering van de Nederlandse departementen bestond uit zowel Franse als Nederlandse functionarissen. Aanvankelijk was het plan dat de algemeen-Hollandse bestuurslaag geheel zou verdwijnen en dat de Nederlandse departementen op een zelfde manier geleid zouden worden als de Franse, maar door de korte Franse overheersing kwam het nooit zo ver en werden de Nederlandse departementen als één geheel bestuurd.
Ten tijde van de Franse overheersing zag de regering er als volgt uit:
- Charles François Lebrun (Gouverneur-Generaal)
- Alexander Gogel (Intendant-generaal van Financiën)
- François d'Alphonse (Intendant van Binnenlandse Zaken)
- Jacob van den Houte (tot 10 februari 1812), opgevolgd door J.H. Mollerus (Directeur voor Waterstaat)
- Robert Voûte (Directeur voor de Schatkist)
- Charles Etienne Coquebert-Montbret (Directeur voor de Douane)
- Cornelis Charles Six van Oterleek (Directeur voor de Publieke schuld)
- Paul Étienne de Villiers du Terrage (Directeur voor de Politie)
- Antonius Josephus Joannes Henricus Verheyen (voorzitter Gouvernementssecretarie (Secrétairerie des Commandements))

### Bestuurlijke indeling

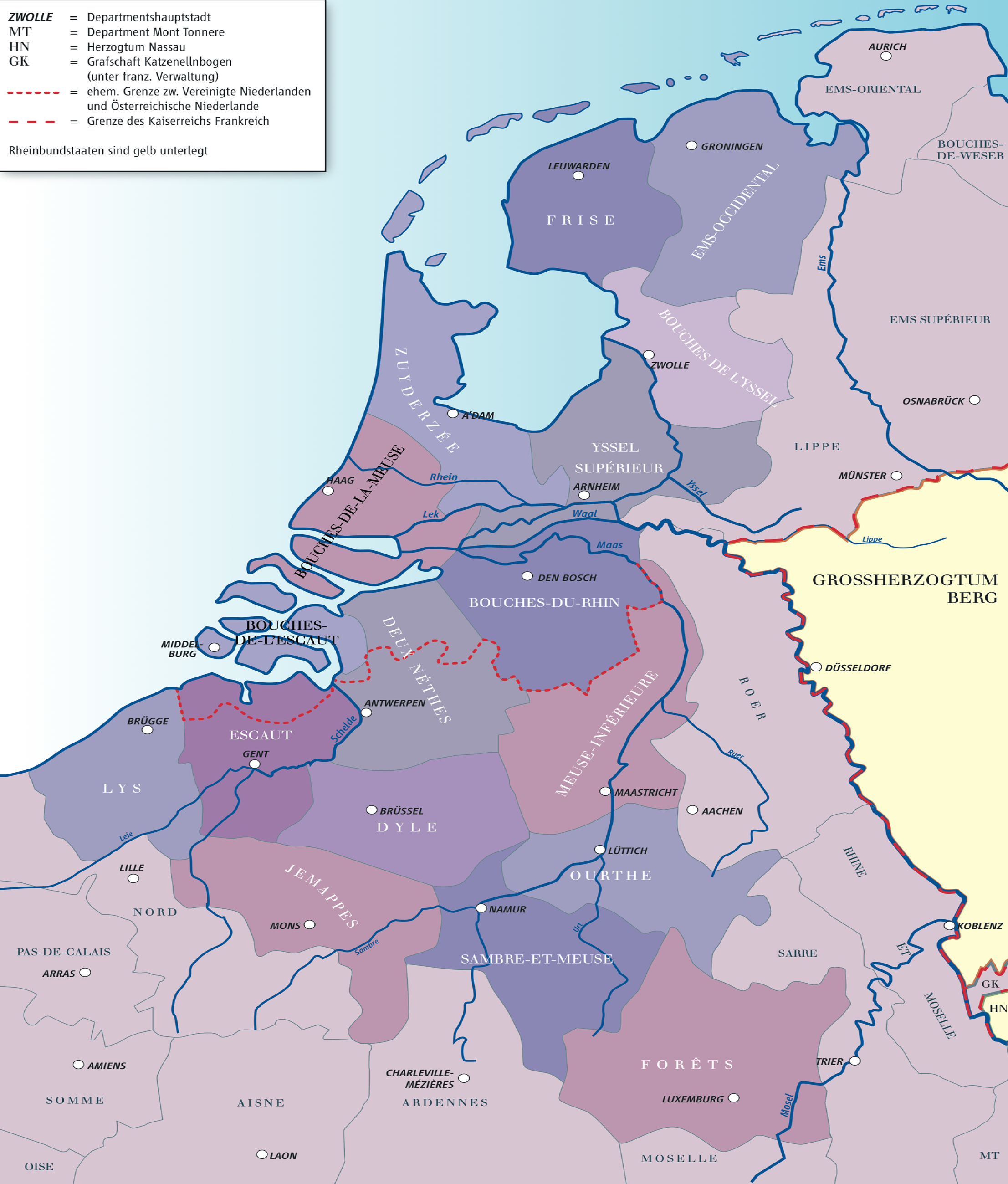
Kaart van de Franse departementen in het huidige Nederland en België

Na de Franse bezetting kwamen de departementen van het Koninkrijk Holland in handen de van de Fransen en op 9 juli 1810 bestonden de départements réunies uit de volgende departementen:
- Boven-IJssel - Yssel-Supérieur: Gelderland (ten noorden van de Waal)
- Friesland - Frise: Friesland
- Monden van de Maas - Bouches-de-la-Meuse: Zuid-Holland
- Monden van de IJssel - Bouches-de-l'Yssel: Overijssel
- Oostereems - Ems-Oriental: Oost-Friesland
- Westereems - Ems-Occidental: Groningen en Drenthe
- Zuiderzee - Zuyderzée: Noord-Holland en Utrecht

Deze departementen werden geleid door een prefect en de departementen waren onderverdeeld in verschillende arrondissementen en Kantons. Zowel Brabant als Zeeland vielen niet onder de leiding van Lebrun, omdat deze regio's al eerder geannexeerd waren door het Franse keizerrijk. Dat waren de departementen:
- Monden van de Rijn - Bouches-du-Rhin: Oost-Brabant en Gelderland ten zuiden van de Waal
- Monden van de Schelde - Bouches-de-l'Escaut: Zeeland zonder Zeeuws-Vlaanderen
- Twee Neten - Deux Nethes: Oost-Brabant en Antwerpen

### Militaire structuur
Door de Inlijving veranderde ook de militaire structuur in de Nederlandse departementen. De départements réunis werden onderverdeeld in twee militaire divisies, die meerdere departementen besloegen en elk een divisiegeneraal aan het hoofd hadden: Gabriel Jean Joseph Molitor en François Durutte. De soldaten in deze divisies waren verantwoordelijk voor de verdediging van dat gebied, de handhaving van de openbare orde, de naleving van de dienstplichtwetten en de handhaving van het Continentale stelsel.

## Einde van de Inlijving in 1813
Napoleon kreeg in oktober 1813 een zware klap te verduren toen hij de Slag bij Leipzig verloor. In de nasleep daarvan trokken Russische kozakken en Pruisische soldaten de Nederlandse departementen binnen, nog voordat in Nederland initiatieven ontstonden om het Franse bestuur af te zetten. Op 14 november ontruimde de Franse bevelhebber Amsterdam. Ook gouverneur-generaal Charles-François Lebrun vertrok; hij bereikte in elf dagen Parijs. De stad kwam in handen van de Nationale Garde. Job Seaburne May organiseerde hierop in Amsterdam een volksoproer dat zich richtte tegen de symbolen en gebouwen van de bezetter. In het machtsvacuüm, ontstaan na het vertrek van de Fransen, riep het Driemanschap van 1813 op 21 november 1813 het Soeverein vorstendom der Verenigde Nederlanden per proclamatie uit.